# Rameau alvéolaire supérieur et postérieur
Les rameaux alvéolaires supérieurs et postérieurs (ou nerfs dentaires postérieurs) naissent du nerf maxillaire.
Ils sont généralement au nombre de deux ou trois, mais naissent parfois d'un seul tronc juste avant son entrée dans le sillon infra-orbitaire.

## Trajet
Les rameaux alvéolaires supérieurs et postérieurs descendent sur la tubérosité maxillaire et émettent plusieurs rameaux vers les gencives et les parties voisines de la muqueuse de la joue.
Ils pénètrent ensuite dans les canaux alvéolaires sur la surface infra-temporale du maxillaire et passent d'arrière en avant dans le corps de l'os.
Ils contribuent plexus dentaire supérieur en s'anastomosent avec les autres rameaux alvéolaires.
Ils donnent des branches au sinus maxillaire et à la muqueuse gingivale
Ils donnent les branches dentaires aux deuxième et troisième molaires maxillaires, et à deux racines de la première molaire maxillaire, en  pénétrant par les foramens apicaux des  racines dentaires.

## Aspect clinique
Une anesthésie alvéolaire supérieur et postérieur anesthésiera la racine mésiobuccale de la première molaire dans 72 % des cas.

## Galerie

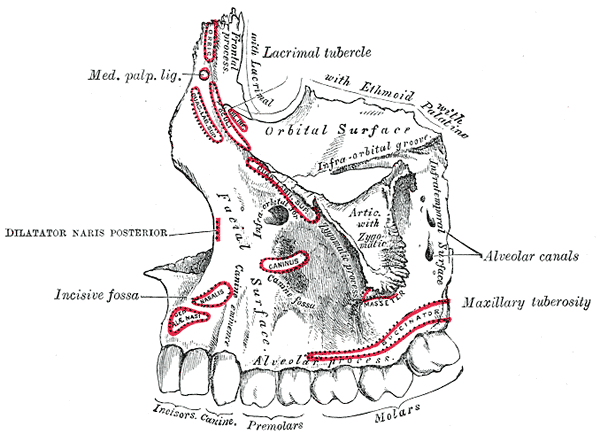
Maxillaire gauche. Surface extérieure.